# 1021 км (зупинний пункт)
1021 кіломе́тр — пасажирський залізничний зупинний пункт Дніпровської дирекції залізничних перевезень Придніпровської залізниці на двоколійній електрифікованій лінії Павлоград I — Синельникове I між станціями Зайцеве (8 км) та Синельникове I (10 км). Розташований поблизу села Водяне Синельниківського району Дніпропетровської області.

## Пасажирськие сполучення
Через зупинний пункт прямують приміські електропоїздів за напрямком Лозова — Дніпро-Головний / Синельникове I, Запоріжжя, проте на платформі не зупиняються.